# 生名谷川
生名谷川（いくなたにがわ）は、徳島県勝浦郡勝浦町を流れる勝浦川水系の河川である。

## 地理
勝浦郡勝浦町（旧生比奈村大字生名）の水源より勝浦町を経て勝浦川上流に注ぐ。
生名谷川には「生名谷川桜ロマン街道」という河川沿いの約1kmに渡ってソメイヨシノやしだれ桜が約300本植えられている桜並木があり、徳島県内随一の桜並木と言われている。

## 流域の自治体
徳島県
勝浦郡勝浦町